# Rejon humański (1923–2020)
Rejon humański (1923–2020) – była jednostka administracyjna wchodząca w skład obwodu czerkaskiego Ukrainy.
Rejon utworzony w 1923, miał powierzchnię 1395 km² i liczył około 43 tysięcy mieszkańców. Siedzibą władz rejonu był Humań.
Na terenie rejonu znajdowały się jedna osiedlowa rada i 49 silskich rad, obejmujących w sumie 50 wsi i dwie osady.

## Miejscowości rejonu
- Antoniwka (Антонівка)
- (Аполянка)
- (Бабанка)
- (Берестівець)
- Czerpowody (Черповоди)
- (Дмитрушки)
- (Доброводи)
- Dubowa[2] (Дубова)
- (Фурманка)
- (Гереженівка)
- Horodeckie (Городецьке)
- (Городниця)
- (Гродзеве)
- (Громи)
- Humań (Умань)
- (Іванівка)
- (Яроватка)
- (Ятранівка)
- Jurkiwka[3] (Юрківка)
- (Колодисте)
- Korżowa (Коржова)
- (Коржова Слобода)
- (Коржовий Кут)
- (Косенівка)
- (Кочержинці)
- (Кочубіївка)
- (Краснопілка)
- Ładyżynka (Ладижинка)
- (Максимівка)
- Oksanina (Оксанина)
- (Острівець)
- (Паланка)
- (Піківець)
- (Полянецьке)
- (Політвідділовець)
- Posuchówka (Посухівка)
- (Пугачівка)
- Ryżawka[4] (Рижавка)
- (Рогова)
- (Родниківка)
- Ropotucha (Ропотуха)
- (Свинарка)
- (Собківка)
- (Старі Бабани)
- (Степківка)
- (Сушківка)
- (Шарин)
- (Танське)
- Tekucza[5] (Текуча)
- Tomaszówka[6] (Томашівка)
- Olszańska Słobódka[7] (Вільшана-Слобідка)
- (Вільшанка)
- (Заячківка)
- (Затишок)